# Carsten Wolters
Carsten „Erle“ Wolters (* 25. Juli 1969 in Gelsenkirchen) ist ein ehemaliger deutscher Fußballspieler.

## Karriere
Carsten „Erle“ Wolters spielte ab Januar 1997 für den MSV Duisburg. Der Verteidiger wechselte ablösefrei von Borussia Dortmund, wo er auch 1995/1996 Deutscher Fußballmeister wurde, an die Wedau. Frühere Spielerstationen waren die Amateure von Wattenscheid 09 (bis zur Saison 1992/1993) und Wattenscheid 09 (bis zur Saison 1994/1995). Ein Wechsel zum FC Schalke 04 scheiterte an der hohen Ablöseforderung von Wattenscheid.
Bei den Duisburger Fans genießt er größte Sympathien. Er wird als „Duisburger Denkmal“ gefeiert. Am letzten Spieltag der Saison 2006/07 wurde Wolters von den Fans in einer Choreographie gefeiert. Auf der König-Pilsener-Tribüne (Nordkurve) hing ein Transparent mit der Aufschrift „Erle, für immer einer von uns“ und darüber ein Porträt des Spielers.
In der Saison 2007/08 war Wolters für die zweite Mannschaft der Zebras als Spieler und Co-Trainer aktiv.

## Nach der Karriere
Von 2008 bis 2011 war Carsten Wolters Cheftrainer der MSV-U-17-Jugend. Ab der Saison 2011/12 war er Cheftrainer der Duisburger U-19-Jugend in der A-Junioren-Bundesliga, ehe er am 9. März 2016 von seinen Pflichten entbunden und durch Engin Vural ersetzt wurde. Ab der Saison 2009/10, bis zum Ende der Saison 2014/15, spielte Wolters zudem für den Bezirksligisten SV Höntrop 1916, mit dem er 2011 den Aufstieg in die Landesliga Westfalen schaffte. Im Sommer 2016, 3 Monate nach seiner Freistellung beim MSV Duisburg, wurde er bei Rot-Weiss Essen als Co-Trainer der 1. Mannschaft und Trainer der U19 in Personalunion vorgestellt.

## Bemerkenswertes
Als Vertreter der Spieler der 2. Bundesliga saß Wolters zeitweise im Spielerrat der Vereinigung der Vertragsfußballspieler (VdV).
Seit 2007 ist Wolters offizieller Schirmherr des gemeinnützigen Vereins zebrakids e.V., der es sich zur Aufgabe gemacht hat, sozial schwachen Kindern den Besuch der Heimspiele des MSV Duisburg zu ermöglichen.
Wolters lebt weiterhin in Gelsenkirchen.